# 2008年太平洋颶風季
2008年太平洋颶風季是每年一度全球熱帶氣旋產生週期的一部分。東太平洋颶風季從2008年5月15日開始，至2008年11月30日結束；而中太平洋颶風季從2008年6月1日開始，至2008年11月30日結束。

## 颶風季預測
2008年5月22日，美國國家海洋大氣局（NOAA）為大西洋、東太平洋及中太平洋颶風季發出預報，預計東太平洋的風暴活動會比正常程度為低，會被命名的風暴將有11至16個，當中會有5至8個成為颶風，並會有1至3個成為大型颶風。同時也預計中太平洋的風暴數量也會低於正常水平，會在該區形成或進入該區的熱帶氣旋僅三至四個。

## 熱帶氣旋
自2008年太平洋颶風季開始以來，本颱風季總共產生了17個熱帶氣旋，當中在東太平洋形成的有16個，中太平洋形成的有1個。

### 熱帶風暴阿爾瑪（Alma）
在5月28日，一熱帶低氣壓於哥斯達黎加沿岸形成。第二天，它增強為一熱帶風暴並被命名為Alma。同日，它在萊昂登陸。5月30日，它減弱為一熱帶低氣壓。同日，國家颶風中心為它發出最後報告。

### 颶風鮑里斯（Boris）
在6月27日，一熱帶低氣壓於科利馬州之西南形成。同日，它增強為一熱帶風暴並被命名為Boris。7月1日，它增強為一颶風。同日，它減弱為一熱帶風暴。第二天，它增強為一颶風。同日，它減弱為一熱帶風暴。7月3日，它減弱為一熱帶低氣壓。第二天，國家颶風中心為它發出最後報告。

### 熱帶風暴克里斯蒂娜（Cristina）
在6月27日，一熱帶低氣壓於下加利福尼亞半島南端之西南形成。第二天，它增強為一熱帶風暴並被命名為Cristina。6月30日，它減弱為一熱帶低氣壓。同日，國家颶風中心為它發出最後報告。

### 熱帶風暴道格拉斯（Douglas）
在7月1日，一熱帶低氣壓於南下加利福尼亞州之東南形成。第二天，它增強為一熱帶風暴並被命名為Douglas。7月3日，它減弱為一熱帶低氣壓。同日，國家颶風中心為它發出最後報告。

### 颶風依利達（Elida）
在7月11日，一熱帶低氣壓於阿卡普爾科之東南形成。第二天，它增強為一熱帶風暴並被命名為Elida。7月14日，它增強為一颶風。7月18日，它減弱為一熱帶風暴。第二天，它減弱為一熱帶低氣壓。同日，國家颶風中心為它發出最後報告。

### 颶風福斯托（Fausto）
在7月16日，一熱帶低氣壓於阿卡普爾科之東南形成。同日，它增強為一熱帶風暴並被命名為Fausto。7月18日，它增強為一颶風。7月21日，它減弱為一熱帶風暴。第二天，它減弱為一熱帶低氣壓。同日，國家颶風中心為它發出最後報告。

### 颶風吉納維芙（Genevieve）
在7月21日，一熱帶低氣壓於阿卡普爾科之東南形成。同日，它增強為一熱帶風暴並被命名為Genevieve。7月25日，它增強為一颶風。第二天，它減弱為一熱帶風暴。7月27日，它減弱為一熱帶低氣壓。同日，國家颶風中心為它發出最後報告。

### 颶風埃爾南（Hernan）
在8月6日，一熱帶低氣壓於南下加利福尼亞州之南形成。同日，它增強為一熱帶風暴並被命名為Hernan。8月8日，它增強為一颶風。第二天，它增強為一大型颶風。8月10日，它減弱為一颶風。第二天，它減弱為一熱帶風暴。8月12日，它減弱為一熱帶低氣壓。同日，國家颶風中心為它發出最後報告。

### 熱帶風暴基卡（Kika）
在8月6日，一熱帶低氣壓於夏威夷之東南形成。同日，它增強為一熱帶風暴並被命名為Kika。8月8日，它減弱為一熱帶低氣壓。第二天，它增強為一熱帶風暴。8月11日，它減弱為一熱帶低氣壓。同日，中太平洋颶風中心為它發出最後報告。

### 熱帶風暴伊塞萊（Iselle）
在8月13日，一熱帶低氣壓於科利馬州之西南形成。同日，它增強為一熱帶風暴並被命名為Iselle。8月15日，它減弱為一熱帶低氣壓。第二天，國家颶風中心為它發出最後報告。

### 熱帶風暴胡里奧（Julio）
在8月23日，一熱帶低氣壓於墨西哥之西南形成。同日，它增強為一熱帶風暴並被命名為Julio。第二天，它在南下加利福尼亞州登陸。8月25日，它減弱為一熱帶低氣壓。第二天，國家颶風中心為它發出最後報告。

### 熱帶風暴卡琳娜（Karina）
在9月2日，一熱帶風暴在下加利福尼亞半島南端之南形成並被命名為Karina。同日，它減弱為一熱帶低氣壓。第二天，國家颶風中心為它發出最後報告。

### 熱帶風暴洛厄爾（Lowell）
在9月6日，一熱帶風暴在科利馬州之西南形成並被命名為Lowell。9月10日，它減弱為一熱帶低氣壓。第二天，它在南下加利福尼亞州登陸。同日，它在錫那羅亞州登陸。同日，國家颶風中心為它發出最後報告。

### 颶風瑪麗（Marie）
在10月1日，一熱帶低氣壓於下加利福尼亞半島南端之西南形成。同日，它增強為一熱帶風暴並被命名為Marie。10月3日，它增強為一颶風。第二天，它減弱為一熱帶風暴。10月6日，它減弱為一熱帶低氣壓。同日，國家颶風中心為它發出最後報告。

### 颶風諾伯特（Norbert）
在10月3日，一熱帶低氣壓於阿卡普爾科之南形成。第二天，它增強為一熱帶風暴並被命名為Norbert。10月6日，它增強為一颶風。10月8日，它增強為一大型颶風。第二天，它減弱為一颶風。10月11日，它增強為一大型颶風。同日，它減弱為一颶風。同日，它在南下加利福尼亞州登陸。同日，它在錫那羅亞州登陸。第二天，它減弱為一熱帶風暴。同日，它減弱為一熱帶低氣壓。同日，國家颶風中心為它發出最後報告。

### 熱帶風暴奧迪爾（Odile）
在10月8日，一熱帶低氣壓於聖薩爾瓦多之西南形成。第二天，它增強為一熱帶風暴並被命名為Odile。10月12日，它減弱為一熱帶低氣壓。同日，國家颶風中心為它發出最後報告。

### 熱帶風暴波羅（Polo）
在11月2日，一熱帶低氣壓於下加利福尼亞半島南端之南形成。同日，它增強為一熱帶風暴並被命名為Polo。11月4日，它減弱為一熱帶低氣壓。同日，國家颶風中心為它發出最後報告。

## 其他熱帶氣旋
除了被國家颶風中心和中太平洋颶風中心命名的熱帶氣旋外，還有一些沒被命名的熱帶低氣壓。以下列出那些熱帶氣旋的資料。

### 熱帶低氣壓05E
在7月5日，一熱帶低氣壓於阿卡普爾科之東南形成。第二天，它在Lazaro Cadenas登陸。7月7日，國家颶風中心為它發出最後報告。

### 熱帶低氣壓17E
在10月23日，一熱帶低氣壓於下加利福尼亞半島南端之南形成。第二天，國家颶風中心為它發出最後報告。

## 風暴命名
2008年於太平洋東北部形成的風暴將使用以下名稱，其清單與2002年颶風季大致一樣，不過 Karina 取代了2002年使用的 Kenna。另在中太平洋形成的風暴會使用另一組名稱。

### 東太平洋
| - Alma 01E - Boris 02E - Cristina 03E - Douglas 04E - Elida 06E - Fausto 07E - Genevieve 08E - Hernan 09E | - Iselle 10E - Julio 11E - Karina 12E - Lowell 13E - Marie 14E - Norbert 15E - Odile 16E - Polo 18E | - Rachel（未用） - Simon（未用） - Trudy（未用） - Vance（未用） - Winnie（未用） - Xavier（未用） - Yolanda（未用） - Zeke（未用） |

### 中太平洋
中太平洋颶風的名字共有四組，與其他命名系統不同的是，由於該區風暴數量稀少，這些清單並非每年度作替換，而是當一組名稱用罊，才使用另一組名稱。現時使用中的名稱如下：
| - Kika 01C - Lana（未用） - Maka（未用） - Neki（未用） - Omeka（未用） - Pewa（未用） |

### 退役
2009年4月22日，世界氣象組織將「阿爾瑪」從東北太平洋風暴名單中退役，並以「阿曼達」（Amanda）替換。

## 颶風季影響
以下表格中列出了2008年太平洋颶風季形成的所有風暴，其中包括其存在周期、名稱、影響區域、損失數額和死亡人數。所有損失和死亡人數包括風暴處於溫帶氣旋、低氣壓或是東風波時期，損失數額單位為2008年美元。
| 萨菲尔-辛普森飓风风力等级 |    |    |    |    |    |    |
| TD                        | TS | C1 | C2 | C3 | C4 | C5 |

| 阿爾瑪     | 5月28至30日      | 热带风暴   | 65（100）  | 994  | 尼加拉瓜                                               | 33    | 9       |  |
| 鮑里斯     | 6月27日至7月4日  | 一级飓风   | 80（130）  | 985  | 無                                                     | 無    | 無      |  |
| 克里斯蒂娜 | 6月27至30日      | 热带风暴   | 50（85）   | 999  | 無                                                     | 無    | 無      |  |
| 道格拉斯   | 7月1至3日        | 热带风暴   | 40（65）   | 1003 | 墨西哥西北部、下加利福尼亞半島                         | 無    | 無      |  |
| 五E        | 7月5至7日        | 热带低气压 | 35（55）   | 1005 | 墨西哥西部                                             | 2.2   | 2       |  |
| 依利達     | 7月11至19日      | 二级飓风   | 105（165） | 970  | 墨西哥西南部、夏威夷州                                 | 無    | 無      |  |
| 福斯托     | 7月16至22日      | 一级飓风   | 90（150）  | 977  | 索科羅島、墨西哥西部                                   | 很小  | 無      |  |
| 吉納維芙   | 7月21至27日      | 一级飓风   | 75（120）  | 987  | 夏威夷州                                               | 無    | 無      |  |
| 埃爾南     | 8月6至12日       | 三级飓风   | 120（195） | 956  | 夏威夷州                                               | 無    | 無      |  |
| 基卡       | 8月6至11日       | 热带风暴   | 40（65）   | 1007 | 無                                                     | 無    | 無      |  |
| 伊塞萊     | 8月13至16日      | 热带风暴   | 50（85）   | 999  | 無                                                     | 無    | 無      |  |
| 胡里奧     | 8月23至26日      | 热带风暴   | 50（85）   | 998  | 下加利福尼亞半島、亞利桑那州                           | 1     | 1       |  |
| 卡琳娜     | 9月2至3日        | 热带风暴   | 40（65）   | 1000 | 索科羅島                                               | 無    | 無      |  |
| 洛厄爾     | 9月6至11日       | 热带风暴   | 50（85）   | 998  | 下加利福尼亞半島、墨西哥西北部、美國中部               | 15.5  | 6       |  |
| 瑪麗       | 10月1至6日       | 一级飓风   | 80（130）  | 984  | 無                                                     | 無    | 無      |  |
| 諾伯特     | 10月3至12日      | 四级飓风   | 130（215） | 945  | 下加利福尼亞半島、墨西哥西北部、新墨西哥州、德克薩斯州 | 98.5  | 25      |  |
| 奧迪爾     | 10月8至12日      | 热带风暴   | 60（95）   | 997  | 墨西哥西南部                                           | 未知  | 無      |  |
| 十七E      | 10月23至24日     | 热带低气压 | 35（55）   | 1008 | 無                                                     | 無    | 無      |  |
| 波羅       | 11月2至4日       | 热带风暴   | 45（75）   | 1003 | 無                                                     | 無    | 無      |  |
| 季节总结   |                  |            |            |      |                                                        |       |         |  |
| 19个气旋   | 5月28日至11月4日 |            | 130（215） | 945  |                                                        | 152.2 | 37（8） |  |

## 內部連結
- 2008年太平洋颱風季
- 2008年北印度洋氣旋季
- 2008年大西洋颶風季
- 2007－2008年西南印度洋熱帶氣旋季
- 2007－2008年澳洲地區熱帶氣旋季
- 2007－2008年南太平洋熱帶氣旋季
- 2008－2009年西南印度洋熱帶氣旋季
- 2008－2009年澳洲地區熱帶氣旋季
- 2008－2009年南太平洋熱帶氣旋季

| A | B | C | D | 05E | E | F | G   | H | K* |
|   |   |   |   |     |   |   |     |   |    |
| I | J | K | L | M   | N | O | 17E | P |    |

| 萨菲尔-辛普森飓风风力等级 |    |    |    |    |    |    |
| TD                        | TS | C1 | C2 | C3 | C4 | C5 |